# Blauroter Steinsame
Der Blaurote Steinsame (Aegonychon purpurocaeruleum, Syn.: Buglossoides purpurocaerulea, Lithospermum purpurocaeruleum), auch als Blaurote Rindszunge oder Purpurblauer Steinsame bezeichnet, ist eine Pflanzenart der Gattung Aegonychon aus der Familie der Raublattgewächse (Boraginaceae). Früher war sie der Gattung Steinsamen (Lithospermum) und danach den Rindszungen (Buglossoides) zugeordnet.
Der Blaurote Steinsame war Blume des Jahres 2000.

## Beschreibung
Der Blaurote Steinsame ist eine krautige Pflanze, die Wuchshöhen von etwa 20 bis 60 cm erreicht. Die Stängel sind bogig liegend und können an ihren auf der Erde aufliegenden Enden Wurzeln bilden. Die Laubblätter sind lanzettlich mit einer gut sichtbaren Mittelrippe an ihrer Unterseite. Sie sind beidendig zugespitzt, die untersten in einen kurzen Stiel verschmälert, die oberen sitzend. Sie sind etwa 4 bis 8 Zentimeter lang und 7,5 bis 15 Millimeter breit und dicht anliegend behaart.
Die Blüten stehen in einem traubigen Blütenstand zusammen. Die zwittrige, radiärsymmetrische Blüte weist einen Durchmesser von 10 bis 15 mm auf. Die Kelchzipfel sind schmal linealisch und verlängern sich zur Fruchtzeit bis 8 Millimeter Länge. Sie rollen sich an der Frucht ein und sind mit Borstenhaaren bewimpert.
Die Kronblätter sind röhrig verwachsen mit weit trichterförmig ausgebreitetem Saum, innen mit behaarten Streifen. Sie sind beim Aufblühen rot-violett, die Farbe geht später in ein tiefes Blau über (daher der Namensteil „blaurot“). Die Staubblätter sind dicht drüsenhaarig. 
Die Blütezeit reicht von April bis Juni.
Die Teilfrüchte haben eine weiß glänzende glatte Oberfläche und sind etwa 4 bis 5 mm lang. Während der Fruchtreife ist der Kelch 8 bis 12 mm lang. Die Härte des Samens, der ein Aufbrechen verhindert, führte zum Gattungsnamen Steinsame.
Die Chromosomenzahl beträgt 2n = 16.

## Ökologie
Der Blaurote Steinsame ist ein sommergrüner Hemikryptophyt. Die Blüten sind langröhrige „kleine Trichterblumen“ mit 5 Haarleisten in offenen Schlund, durch die die Rüssel der Bestäuber zum Nektar geführt werden. Bei ihrer Entfaltung sind die Blüten purpurrot, im geöffneten Zustand sind sie tiefblau. Bestäuber sind Bienen-Verwandte und Hummeln. Auch spontane Selbstbestäubung kommt vor.
Die Blütezeit ist von April bis Juni. Die Klausen sind steinhart, kugelig, glatt und glänzend weiß. Sie breiten sich als Rollfrüchte aus, sind winterhart und Kältekeimer. Die vegetative Vermehrung erfolgt durch die sich später herabbiegenden bogigen Sprosse, die an den Berührungspunkten Wurzelbüschel bilden, und durch das Rhizom.

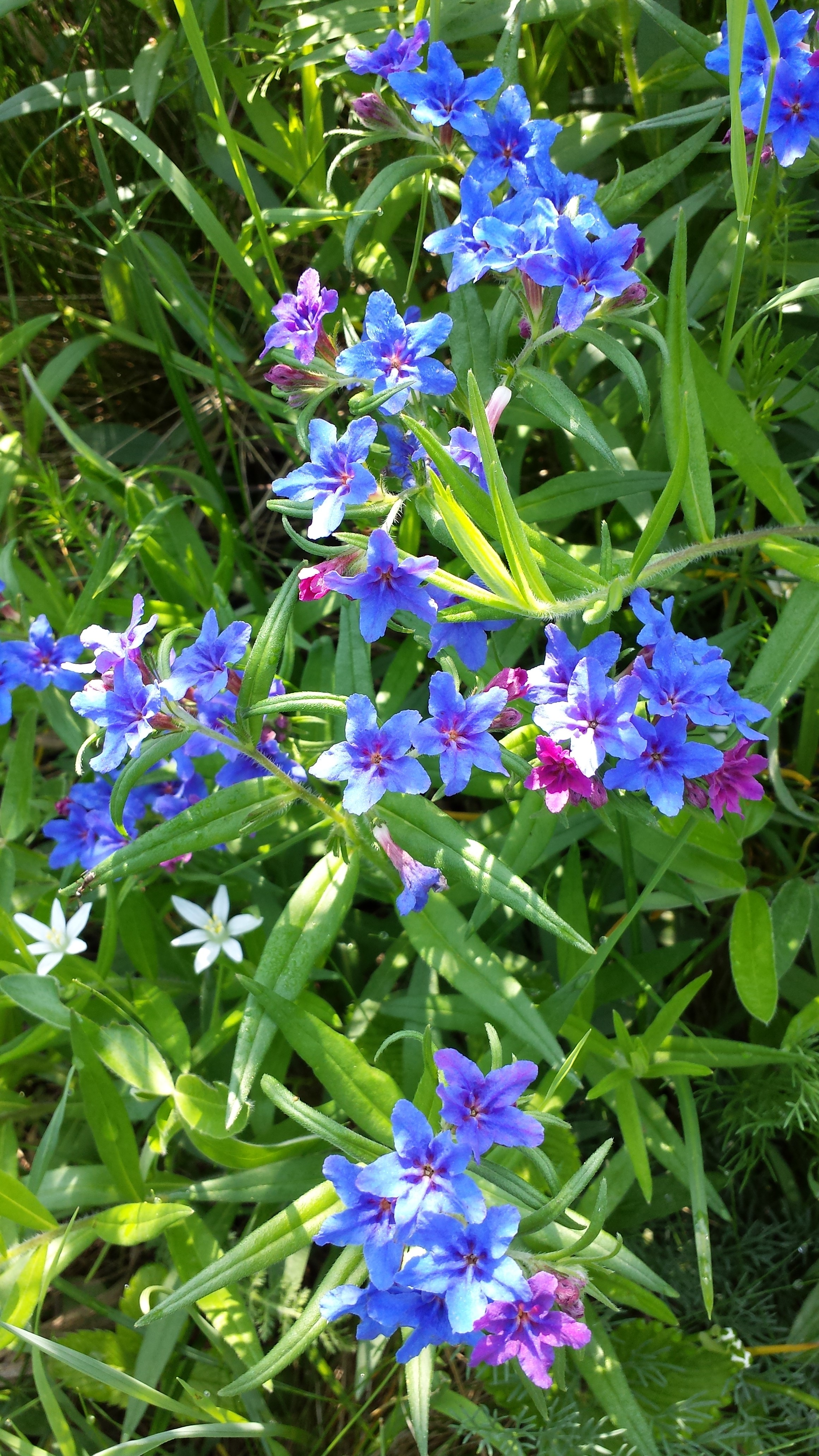
Blauroter Steinsame (Aegonychon purpurocaeruleum)

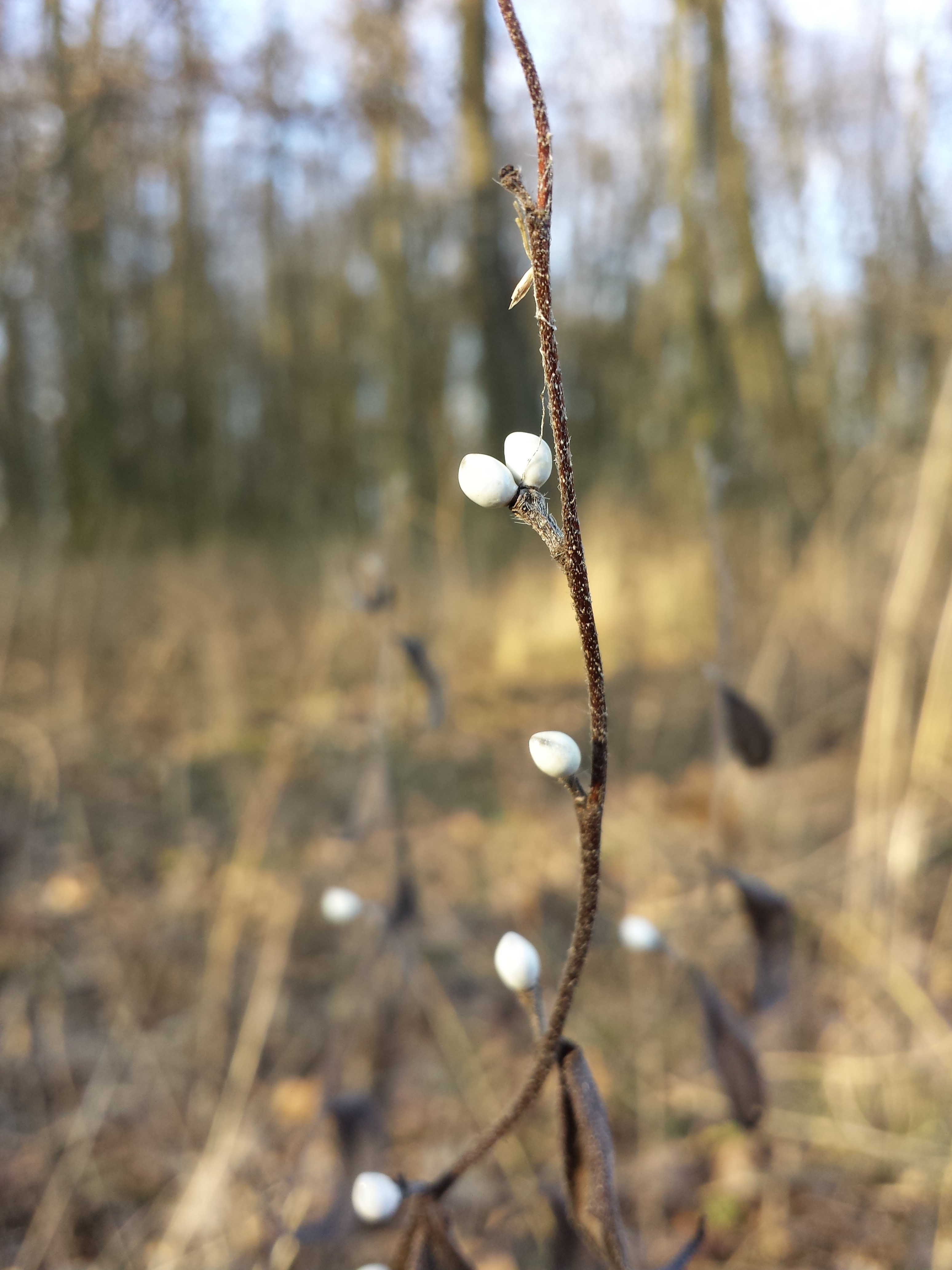
Fruchtstand

## Verbreitung
Der Purpurblaue Steinsame kommt zerstreut, besonders im pannonischen Gebiet vor (submediterranes Florenelement). Diese kalkliebende Art gedeiht in trockenwarmen (Flaumeichen-)Wäldern auf der collinen bis submontanen Höhenstufe. Im südöstlichen Alpenvorland ist er gefährdet. Das Verbreitungsgebiet umfasst Süd-, Ost- und Mitteleuropa nördlich bis Belgien und Polen, dazu Westasien und den Kaukasusraum. Er steigt im Kanton Wallis bis 1200 Meter Meereshöhe auf.
In Deutschland kommt der Blaurote Steinsame vor allem in den wärmebegünstigten Tallagen Süddeutschlands vor wie z. B. Oberrheinische Tiefebene, Mainfränkische Platten, Nahetal. Im Osten Deutschlands beschränkt sich das Vorkommen auf Thüringen und den Südwesten Sachsen-Anhalts.
Der Blaurote Steinsame ist in Mitteleuropa eine Charakterart der Ordnung der xerothermen Eichenmischwälder (Quercetalia pubescentis-petraeae), kommt aber auch in Gesellschaften des Verbands Berberidion oder der Ordnung Fagetalia vor.
Die ökologischen Zeigerwerte nach Landolt et al. 2010 sind in der Schweiz: Feuchtezahl F = 2 (mäßig trocken), Lichtzahl L = 3 (halbschattig), Reaktionszahl R = 4 (neutral bis basisch), Temperaturzahl T = 4+ (warm-kollin), Nährstoffzahl N = 2 (nährstoffarm), Kontinentalitätszahl K = 4 (subkontinental).

## Taxonomie
Der Blaurote Steinsame wurde 1753 durch Carl von Linné in Species Plantarum, Tomus 1, S. 132 als Lithospermum purpurocaeruleum erstbeschrieben. Die Art wurde 1973 durch Josef Holub in Folia Geobotanica, Band 8, S. 165 als Aegonychon purpurocaeruleum (L.) Holub in die Gattung Aegonychon gestellt. Ein Synonym von Aegonychon purpurocaeruleum (L.) Holub ist Buglossoides purpurocaerulea (L.) I.M.Johnst. 

## Giftigkeit und Verwendung
Die Samen sind durch Pyrrolizidin-Alkaloide schwach giftig. Der Blaurote Steinsame wird als Zierpflanze für Wildpflanzengärten und Felsgruppen empfohlen; allerdings ist er sehr ausbreitungsfreudig. Früher wurde er auch als Heilpflanze gegen Blasen- und Nierenleiden eingesetzt.

## Bilder

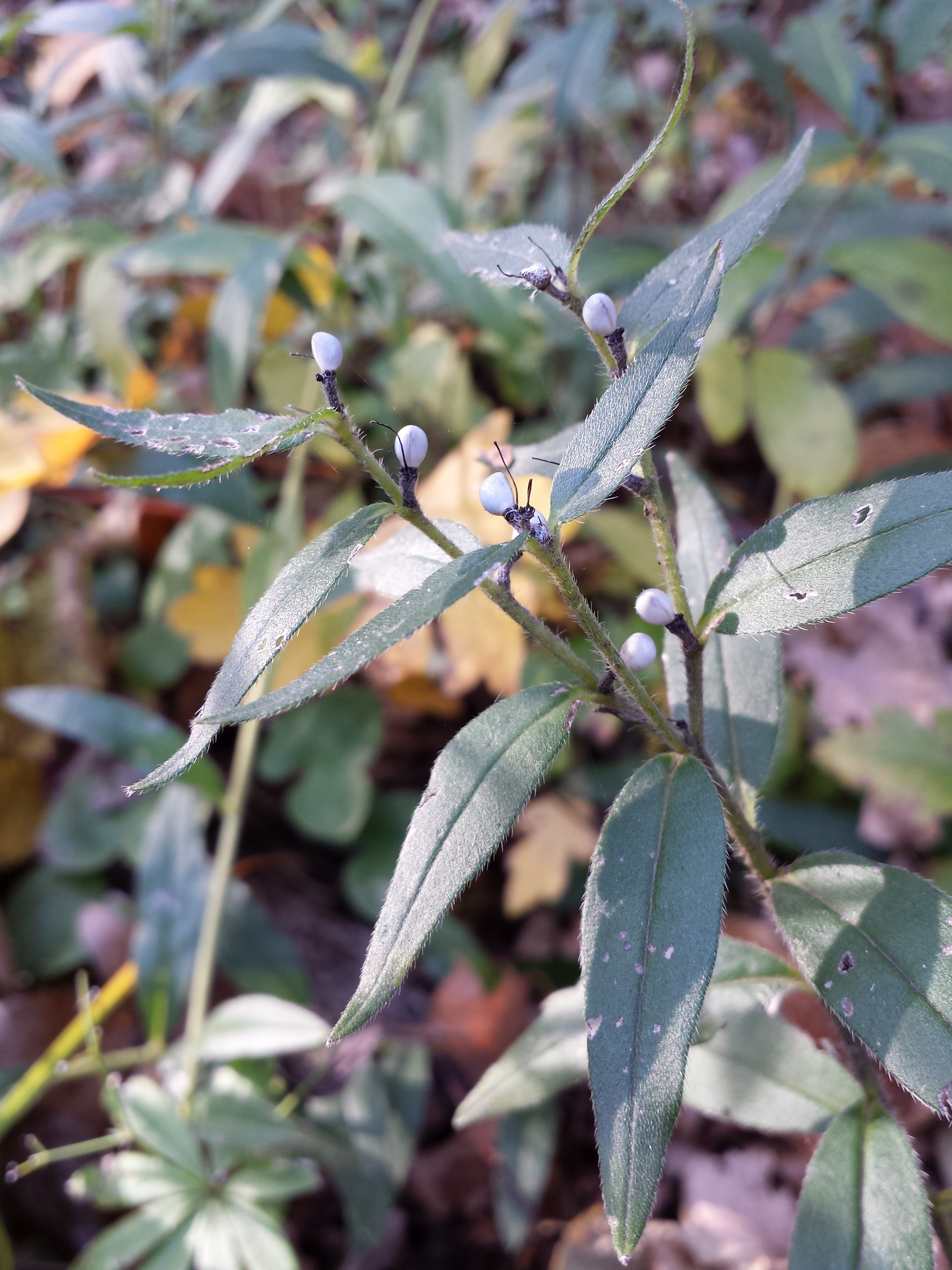
Fruchtende Pflanze
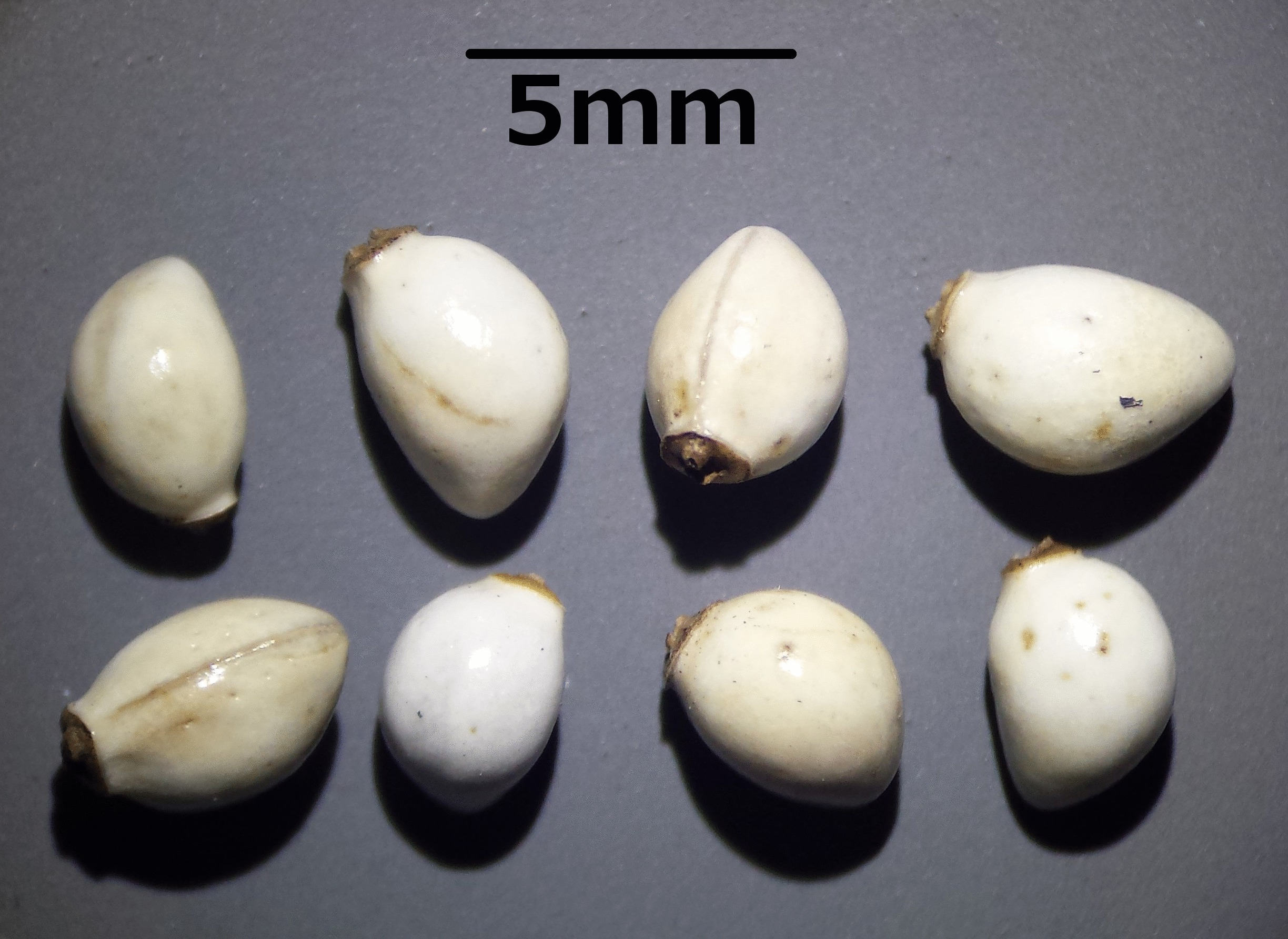
Die Oberfläche der Klausen erinnert an Porzellan.
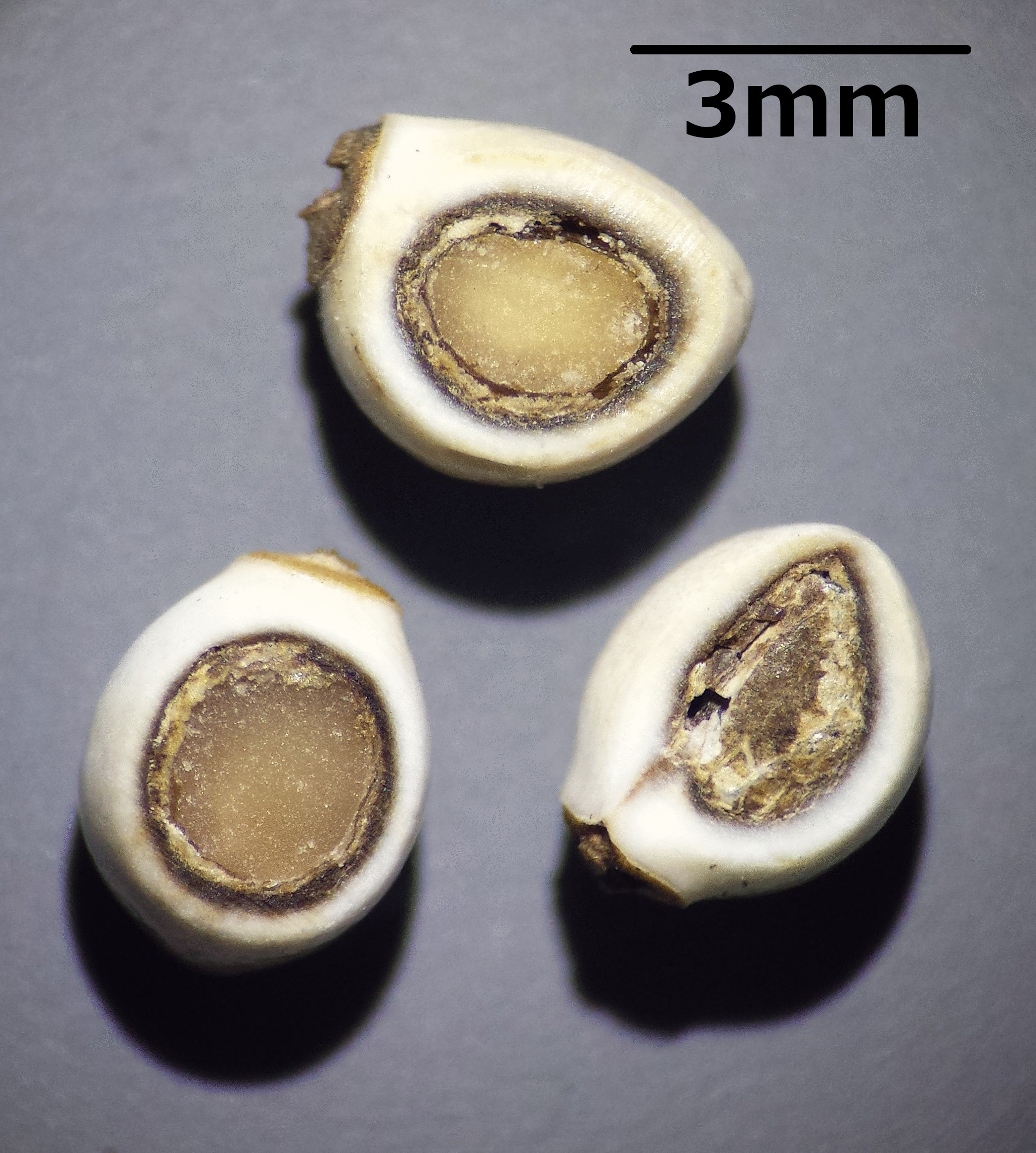
Teilfrüchte, geöffnet